# Jean de La Croix de Chevrières
Pour les articles homonymes, voir La Croix (homonymie), De La Croix et Chevrières.
Jean de La Croix de Chevrières  est un seigneur et magistrat au Parlement de Grenoble, puis prince-évêque de Grenoble du XVIIe siècle.

## Biographie

### Famille
Jean est l'un des quatre fils de Félix I de La Croix de Chevrières et de Guyonne Portier. Il est dit Jean II pour le distinguer de son grand père, marchand et syndic de Romans (1488).
Son arrière-petit-fils, Jean-Baptiste de La Croix de Chevrières de Saint-Vallier, fut le deuxième évêque de Québec.

### Carrière civile
Jean obtient un doctorat in utroque jure et commence une carrière dans la magistrature auprès du Parlement de Grenoble comme son père.
En 1577, il épouse Barbe d'Arsac († 1594), qui lui donne huit enfants.
Il connaît une carrière rapide, devenant conseiller (1578), avocat général puis président au Parlement de Grenoble (1603), maître des requêtes (1580-1588), Conseiller d'Etat (1595-1612), garde des sceaux de Savoie (1600-1601), ambassadeur extraordinaire en Savoie (1605), surintendant du Dauphiné (1595).

### Entrée dans les ordres
Après le décès de son épouse, il entre, à 52 ans, dans les ordres et il est nommé par le roi évêque de Grenoble en 1607,.
À la mort d'Henri IV, il devint conseiller de Marie de Médicis et représenta le Dauphiné aux états généraux de 1614. C'est sous son épiscopat que, entre 1616 et 1618, saint François de Sales vint prêcher à la collégiale Saint-André.
Son fils Alphonse, qu'il avait désigné comme coadjuteur le 19 mai 1612, lui succède brièvement à Grenoble.